# Néerlandais (peuple)
Cet article concerne le groupe ethnique. Pour la langue, voir Néerlandais.
 (janvier 2017).
Les Néerlandais (néerlandais : Nederlanders) sont, selon le droit néerlandais et le droit international, les citoyens et les natifs du royaume des Pays-Bas, État d'Europe de l'Ouest, quelles que soient leurs origines et leurs langues ; cela inclut les Frisons. Du point de vue ethnographique, le peuple néerlandais (néerlandais : Nederlandse mensen) est le groupe ethnique autochtone des Pays-Bas et des Flandres belge ou française, parlant néerlandais. Les Néerlandais ethniques partagent une culture commune et sont également présents en diaspora sur tous les continents des suites de la colonisation européenne, en particulier au Suriname, au Chili, au Brésil, au Canada, en Australie, en Afrique du Sud, en Nouvelle-Zélande et aux États-Unis.
L'art et la culture néerlandaise comprennent différentes formes de musiques, de peintures, de styles architecturaux et de modes vestimentaires, dont certains artistes, tels Rembrandt van Rijn, Vincent van Gogh, Johannes Vermeer et Jacob van Campen sont reconnus à l'échelle mondiale.
Les Néerlandais sont traditionnellement de religion chrétienne (catholiques et protestants), mais de nos jours seule une minorité reste pratiquante. Des parts importantes de la population adhèrent à l'humanisme, l'agnosticisme, l'athéisme et l'individualisme. 
Au Moyen Âge, les Pays-Bas étaient situés près de la frontière française et du Saint-Empire romain germanique, formant une part de leur de zones de domination respectives. C'est au XIIIe siècle que les différents territoires qui les constituaient sont devenus de facto quasiment autonomes.
Sous la famille des Habsbourg, les Pays-Bas furent organisés en une seule entité administrative et aux XVIe et XVIIe siècles, le nord du pays devint indépendant de la couronne espagnole et forma la République des Provinces-Unies. Le haut degré d'urbanisation caractéristique des Pays-Bas fut atteint relativement tôt. Les premières grandes vagues d'émigrations en dehors de l'Europe débutèrent à l'époque de la République.

## Histoire

### Émergence
Comme pour tous les groupes ethniques, l'ethnogenèse des Néerlandais (et de leur prédécesseurs) a été un processus long et complexe. Bien que la majorité des aspects caractéristiques (tels la langue, la religion, l'architecture ou la cuisine) de ce groupe ethnique se soient accumulés au cours du temps, il est difficile (voire impossible) de clairement distinguer l'apparition du peuple néerlandais, les avis étant très partagés à ce sujet.
La suite de l'article se concentre sur l'histoire du groupe ethnique néerlandais. Pour plus d'informations sur l'histoire nationale néerlandaise, se référer aux articles portant sur l'histoire des Pays-Bas ; pour l'histoire coloniale, se diriger vers la page portant sur l'Empire colonial néerlandais.

#### Généralités sur les peuples germaniques
Au cours des premiers siècles apr. J.-C., les tribus germaniques formèrent des sociétés tribales sans forme apparente d'autocratie (les chefs étant seulement élus en temps de guerre). Leur mythologie, tout comme leurs dialectes, étaient d'origine germanique. 
De grands changements ont eu lieu au sein de ces sociétés germaniques lorsqu'après la période migratoire qui eut lieu à l'ouest vers le IVe siècle, de grandes tribus (telles les Francs, les Vandales, les Alamans et les Saxons) s'installèrent sur l'Empire romain en plein déclin.
Parmi ces changements, il faut noter leur conversion au christianisme, l'émergence d'un nouveau système politique centré sur l'apparition de rois comme détenteurs du pouvoir, et un processus continu de différenciation entre les parlers, empêchant petit à petit une compréhension mutuelle.

#### La naissance d'une identité néerlandaise

Répartition des peuples germaniques au premier siècle

La situation générale décrite ci-dessus est applicable à la plupart sinon à tous les groupes ethniques européens descendants de tribus germaniques, tels les Frisons, les Allemands, les Anglais et les peuples germaniques septentrionaux. Aux Pays-Bas, cette phase débuta lorsque les Francs, eux-mêmes composés de différentes petites tribus (dont beaucoup, comme les Bataves, les Chauques, les Chamaves et les Chattuares, s'étaient déjà établis aux Pays-Bas avant la formation de la confédération des Francs), commencèrent à annexer  les provinces du Nord-Est de l'Empire Romain.

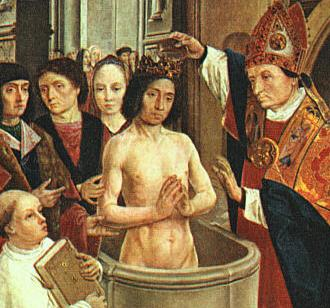
La conversion de Clovis au christianisme aura une grande signification dans la formation de la future identité néerlandaise.

Finalement, en 358 apr. J.-C., les Saliens, une des trois subdivisions de la ligue franque s'installèrent au Sud, formant un peuple fédéré et chargé par les Romains de défendre la frontière.
Le langage des Francs se transforma petit à petit en vieux néerlandais, dont on trouve les premières traces au VIe siècle. Leur conversion au christianisme (en commençant par les élites) débuta au VIe siècle et s'acheva au VIIIe siècle.
Sur le plan politique, les chefs de guerre francs abandonnèrent petit à petit le tribalisme pour former des royaumes, qui finirent par devenir l'empire carolingien.
Cependant, la population qui vivait dans l'empire de Charlemagne, ou même auparavant sur les petits royaumes francs comme l'Austrasie ou la Neustrie, n'était pas majoritairement composée de Francs. Bien que les chefs francs contrôlaient la plus grande partie de l'Europe occidentale, la population franque en elle-même restait confinée dans la partie du Nord-Ouest de l'Empire (c'est-à-dire les Pays-Bas et le nord de la France). Finalement, les Francs de la France septentrionale furent assimilés à la population majoritairement gallo-romaine, s'adaptant aux dialectes locaux (ce qui conduisit au français), tandis que les Francs aux Pays-Bas conservèrent leur langage qui évolua plus tard en néerlandais. La frontière linguistique entre le français et le néerlandais est quasiment restée la même depuis (à l'exception de la Flandre française et de Bruxelles).

### Consolidation

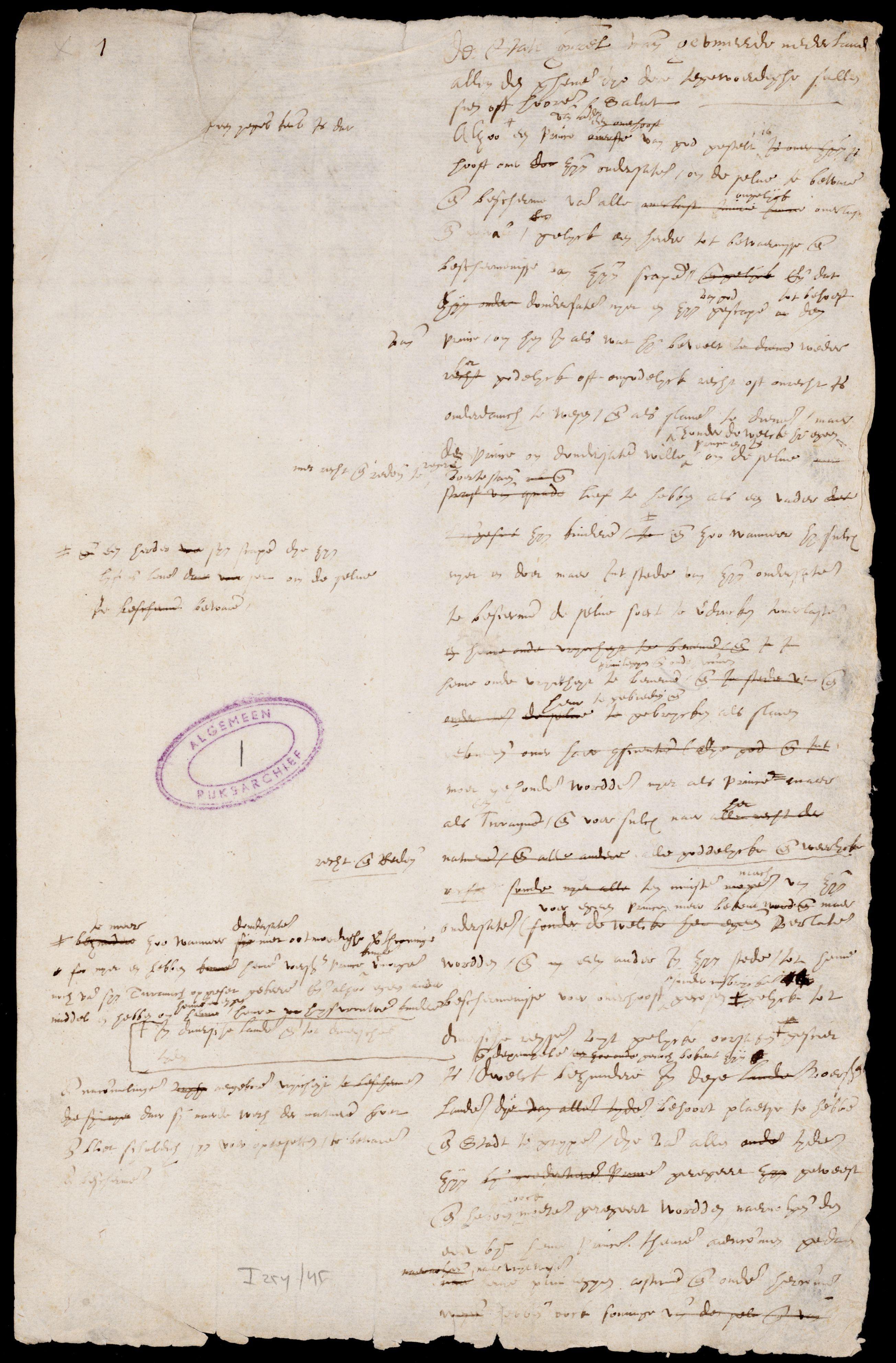
L'Acte de La Haye, signé le 26 juillet 1581, fut la déclaration formelle d'indépendance des Pays-Bas hollandais.

## Identité ethnique

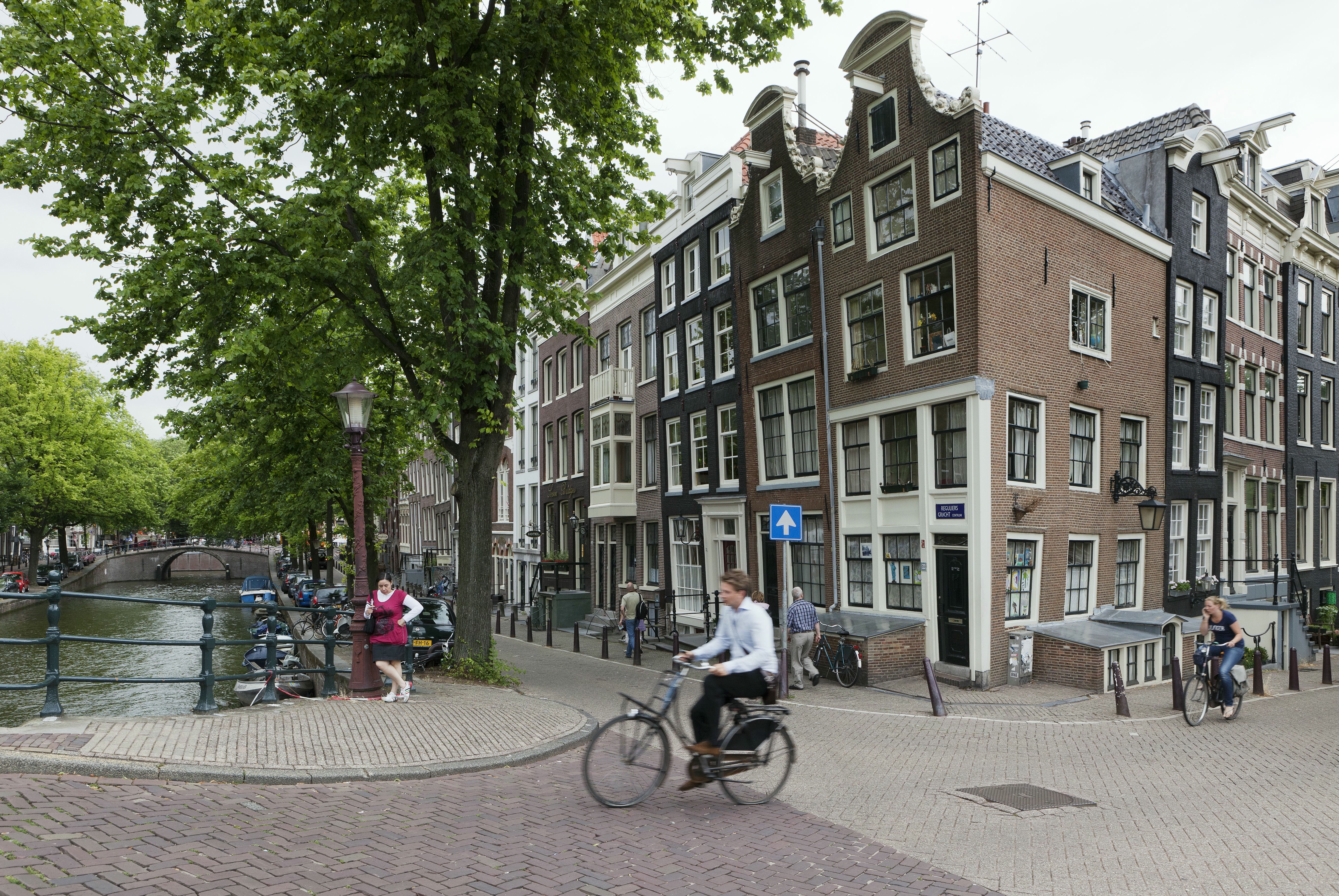
Rue à Amsterdam, dans le centre-ville classé au patrimoine mondial de l'UNESCO.

### Nationalisme thiois
Comme l'ont fait de nombreuses ethnies européennes durant le XIXe siècle les Néerlandais ont aussi vu une émergence d'une diversité de nationalismes thiois et de mouvement pannationaux cherchant l'unité des personnes parlant néerlandais à travers le continent. Durant la première moitié du XXe siècle, il y eut une augmentation prolifique d'écrits concernant le sujet. Un de ses partisans les plus actifs fut l'historien Pieter Geyl, qui écrivit De Geschiedenis van de Nederlandsche stam (néerlandais: L'histoire du peuple/de la tribu néerlandais/e) tout comme de nombreux essais sur le sujet.
Durant la Seconde Guerre mondiale, quand la Belgique et les Pays-Bas tombèrent tous les deux sous la férule nazie, des éléments fascistes (comme le NSB et Verdinaso) essayèrent de convaincre les Nazis de combiner les Pays-Bas et les Flandres. Toutefois les Allemands refusèrent cela, puisque cela allait à l'encontre de leur but ultime d'Europe allemande. Durant toute l'occupation nazie, les Allemands refusèrent l'assistance au nationalisme thiois, et, un décret de Hitler lui-même, s'opposa à cela.
Les années 1970 marquèrent le début d'une coopération culturelle et linguistique formelle entre la Belgique (Flandres) et les Pays-Bas à l'échelle internationale.

## Diaspora néerlandaise

### Afrique du Sud
L'afrikaans peut être considéré comme un créole néerlandais, parlé au minimum par 7 000 000 de citoyens sud-africains. L'Afrique du sud était une colonie néerlandaise, avant 1796, puis la colonie fut occupée par les Britanniques. L'afrikaans est la langue des descendants néerlandais en Afrique du sud. De nos jours, l'afrikaans est suffisamment différent du néerlandais pour être considéré comme une langue à part entière. Souvent, un locuteur du néerlandais ne sera pas compris par un locuteur de l'afrikaans. Aujourd'hui, dans sa forme, le néerlandais est parlé et compris par environ 60 000 Sud-Africains.
Depuis 1796, l'afrikaans a incorporé de nombreux mots de vocabulaires zoulou, anglais, hottentot, bantou, etc. dans son vocabulaire, et l'accent a évolué pour donner plusieurs accents de l'afrikaans, difficiles à interpréter pour un locuteur du néerlandais.

### Asie du Sud-Est
Avant 1949, il y avait quelque 300 000 Néerlandais et assimilés qui vivaient aux Indes Néerlandaises. En 1938, il y avait entre 330 000 et 365 000 Néerlandais et assimilés(qui parlaient le Néerlandais). Pendant la seconde guerre mondiale, pendant l'occupation Japonaise des Indes Néerlandaises, entre 1942 et 1945, environ 30 000 "blancs Hollandais" ou Néerlandais, meurent. Entre 1945 et 1949, de nombreux Néerlandais vont partir, fuyants la guerre d'Indépendance des Indes Néerlandaises (Indonésie). En 1949, cet ensemble devient indépendant sous le nom d'Indonésie. Entre 1949 et 1965, les quelque 300 000 Néerlandais quittèrent l'Indonésie en plusieurs vagues. La plus importante émigra entre 1949 et 1954, dont un grand nombre partirent pour l'Australie, ou les Pays-Bas. En 1962-1963, lors de la crise de la Nouvelle-Guinée Néerlandaise, qui sera annexée par l'Indonésie, et en 1965, lors des meurtres de communistes par Suharto, les dernières grandes vagues de départs de Néerlandais sont signalés.
De nos jours, il y a environ 15 000 Néerlandais en Indonésie, qui sont souvent bilingues, et qui parlent Anglais ou Bahasa Indonesia (Indonésien), avec le Néerlandais .
Il y avait deux créoles Néerlandais en Indonésie : le Petjo (ou Pecok), et le Javindo, mais ils semblent éteints en 2015.
De nos jours, l'anglais à très largement supplanté le néerlandais en Indonésie, et est parlé par quelque 2 000 000 d'Indonésiens en seconde langue (dont des étudiants), et le Néerlandais n'est plus parlé que par quelques milliers de locuteurs en Indonésie, surtout par des Néerlandais expatriés, d'autant plus qu'il n'était que guère enseigné au temps de la colonisation.

### Australie et Nouvelle-Zélande
Bien que les Néerlandais furent les premiers européens à découvrir l'Australie et la Nouvelle-Zélande, la colonisation n'eut pas lieu et ce fut seulement après la Seconde Guerre mondiale qu'une nette augmentation eut lieu dans l'émigration néerlandaise en Australie. Des perspectives économiques moroses pour de nombreux Néerlandais tout comme la pression démographique dans les Pays-Bas de l'après guerre furent des leviers puissants de l'émigration. En raison de la pénurie de main-d’œuvre agricole et métallurgique en Australie et dans une moindre mesure en Nouvelle-Zélande, cela semblait une possibilité attrayante pour le gouvernement néerlandais de promouvoir activement l'émigration.
Les effets de cette émigration vers l'Australie peuvent encore se faire sentir. Il y a de nombreuses associations néerlandaises et des journaux en langue néerlandaise qui continuent à être publiés. Ils sont restés une communauté soudée, surtout dans les grandes villes. Au total, environ 310 000 personnes aux ancêtres néerlandais vivent en Australie tandis qu'il y a environ 100 000 de leurs descendants en Nouvelle-Zélande.
Il est à noter qu'après 1949, et l'Indépendance de l'Indonésie (ex-Indes Néerlandaises), une grande partie des quelque 300 000 colons et assimilés Néerlandais émigrèrent en Australie, l'autre, aux Pays-Bas.

## Source
- (en) Cet article est partiellement ou en totalité issu de l’article de Wikipédia en anglais intitulé « Dutch people » (voir la liste des auteurs).